# Vigília dos Príncipes

"Vigília dos Príncipes", retratando os funerais do rei Jorge V do Reino Unido, em 1936 (pintura a óleo de Frank Beresford).

A Vigília dos Príncipes refere-se a ocasiões em que membros da família real britânica “ficaram de guarda” durante o velório do chefe de estado britânico como parte do cerimonial de um funeral. Isso ocorreu pela primeira vez com a morte do rei Jorge V em 1936, passando pela rainha Elizabeth, a rainha-mãe, em 2002, e três vezes para a rainha Elizabeth II em 2022. Durante as duas primeiras dessas ocasiões, apenas membros masculinos da família real britânica se juntaram à vigília. Em 2022, no entanto, a princesa Ana, Princesa Real participou ao lado de seus três irmãos de vigílias para sua mãe, a rainha Elizabeth II.

## Jorge V
O rei Eduardo VIII, o príncipe Jorge, duque de York, o príncipe Henrique, duque de Gloucester e o príncipe Jorge, duque de Kent, tomaram conta do estado de repouso de seu pai Jorge V em 27 de janeiro de 1936. A vigília ocorreu depois que o Westminster Hall foi fechado ao público durante a noite.
Nenhum registro fotográfico deste evento é conhecido e a exibição pública da vigília foi proibida, embora uma pintura a óleo feita mais tarde por Frank Beresford fosse a pintura oficial da jazida do rei; foi exibido pela primeira vez na exposição da Royal Academy de 1936 em Burlington House. A pintura, chamada The Princes' Vigil: 12h15, 28 de janeiro de 1936, foi posteriormente comprada pela viúva de Jorge V, a rainha Maria, para dar ao filho Eduardo VIII em seu aniversário. Na pintura, o Rei é retratado vestindo o uniforme dos Guardas Granadeiros, dos quais ele era o Coronel-em-Chefe, o Duque de Gloucester usa o uniforme de gala completo do 10º Royal Hussars (o regimento em que serviu), enquanto o Duque de Kent está no uniforme do Cerimonial Day Dress da Royal Navy. O duque de York não é visto totalmente na pintura, embora no final do catafalco em frente ao rei haja uma figura em uniforme completo da guarda de infantaria; neste momento, o Duque de York serviu como Coronel do Regimento da Guarda Escocesa.

## Elizabeth, a rainha-mãe
Às 16:40 UTC de 8 de abril de 2002, o príncipe de Gales, André, duque de York, Eduardo, conde de Wessex e o visconde Linley, fizeram guarda no estado de repouso de sua avó, a rainha Elizabeth, a rainha-mãe. Os quatro substituíram a guarda da Royal Company of Archers, e foram eles próprios substituídos pelos Yeomen of the Guard após sua vigília de 20 minutos. Tanto o príncipe de Gales quanto o duque de York usavam uniforme naval, enquanto o conde de Wessex e o visconde Linley usavam roupa preta de manhã; o Conde de Wessex serviu na Marinha Real, mas optou por sair antes de completar o treinamento básico, enquanto Lord Linley nunca serviu nas forças. Presentes durante a Troca da Guarda estavam os dois filhos do Príncipe de Gales, o príncipe William de Gales e o príncipe Harry de Gales.

## Elizabeth II
A Rainha Elizabeth II teve quatro filhos: Rei Charles III; Ana, Princesa Real; o príncipe André, Duque de York; e o príncipe Eduardo, Conde de Wessex, bem como quatro netos e quatro netas. O plano oficial para o funeral da rainha, a Operação London Bridge, exigia que os filhos da rainha ficassem de vigília sobre o caixão de sua mãe, bem como que os netos e netas fizessem o mesmo. Durante o retorno do caixão da Rainha da Escócia para Londres, um "descanso" de 24 horas foi realizado na Catedral de St Giles em Edimburgo, durante o qual uma guarda permanente foi fornecida pelo Royal Company of Archers, guarda-costas do rei para a Escócia. Às 19h40 BST de 12 de setembro de 2022, o destacamento de quatro membros da Royal Company se juntou ao rei, a princesa real, o duque de York e o conde de Wessex, que ficaram de vigília sobre o caixão por dez minutos. A princesa Ana, Princesa Real, fez história como a primeira mulher a participar da cerimônia.
Como parte do estado de repouso da falecida rainha em Londres, às 19h30 BST de 16 de setembro de 2022, seus quatro filhos ficaram em vigília pela segunda vez. Todos estavam em uniforme militar, com o Rei e o Duque de York ambos vestindo trajes cerimoniais da Marinha Real, a Princesa Real vestindo o uniforme completo dos Blues and Royals, dos quais ela é a Coronel do Regimento, e o Conde de Wessex de uniforme de gala do Royal Wessex Yeomanry, o regimento da Reserva do Exército do qual ele é Coronel Honorário Real.
No dia seguinte, seus oito netos, o Príncipe de Gales, o Duque de Sussex, Peter Phillips, Zara Tindall, a princesa Beatrice, a princesa Eugênia, Lady Luísa e Jaime, Visconde Severn, fizeram sua própria vigília sobre o caixão da avó. A pedido do Rei, tanto o Príncipe de Gales quanto o Duque de Sussex estavam no uniforme militar Blues and Royals enquanto Peter Phillips e o visconde Severn usavam ternos pretos com medalhas e as mulheres usavam vestidos formais escuros.
Ao contrário da vigília que ocorreu em 2002, a família real não dispensou nenhum dos guardas que estavam em posição de sentido no caixão da rainha. A cada vigília, a família real tomava os lados do caixão, enquanto os guardas de plantão permaneciam nos cantos. Cada vigília durava 15 minutos ou menos, enquanto a Troca da Guarda ocorria a cada vinte minutos. Além disso, os membros da família real estavam um passo acima dos guardas.